# Huelga general en Guinea de 2007
La huelga general en Guinea de 2007 comenzó el 10 de enero de 2007. Los sindicatos y los partidos de oposición de Guinea pidieron la dimisión del presidente Lansana Conté, acusándolo de administrar mal la economía y abusar de su autoridad. Los huelguistas también acusaron a Conté de conceder personalmente la liberación de la prisión de Mamadou Sylla y Fodé Soumah, ambos acusados de corrupción. La huelga finalizó el 27 de enero con un acuerdo entre Conté y los sindicatos, según el cual Conté nombraría un nuevo primer ministro; sin embargo, la elección de Conté de Eugène Camara como primer ministro fue considerada inaceptable por los sindicatos, y la huelga se reanudó el 12 de febrero. La ley marcial se impuso el mismo día. Casi dos semanas después, Conté acordó elegir un primer ministro aceptable para los sindicatos, y el 26 de febrero nombró a Lansana Kouyaté como primer ministro. La huelga terminó el 27 de febrero y Kouyaté prestó juramento el 1 de marzo.

## Antecedentes
En 2006 se llevaron a cabo dos huelgas generales, pero estas se limitaron a Conakri. Las protestas de 2007 fueron visibles por primera vez en Conakri, donde los trabajadores se quedaron en casa y los negocios fueron cerrados. El gobierno respondió amenazando con despedir a los funcionarios públicos en huelga. Los jóvenes salieron a las calles, a pesar de la prohibición de las manifestaciones. La acción pronto se extendió a las minas de bauxita del país, donde los trabajadores dejaron de trabajar. El 16 de enero, Conté se ofreció a reducir el impuesto sobre el combustible, aumentar los salarios de los maestros y abordar la corrupción policial. Esto fue rechazado por los líderes sindicales, que luego fueron arrestados pero pronto liberados.

## Eventos
El Sindicato Unido de Trabajadores de Guinea (USTG) convocó una huelga general en un intento de obligar al presidente a dimitir. Los líderes de la huelga dijeron que Conté, quien había gobernado Guinea desde que tomó el poder en un golpe de Estado en 1984, se había vuelto cada vez más errático. Citan repetidos temores sobre su salud, repentinos y caóticos cambios de gabinete y su reciente intervención personal para liberar de la cárcel a dos presos acusados de soborno. Los dos principales partidos de oposición de la nación, la Manifestación por el Pueblo de Guinea y la Unión de Fuerzas Republicanas apoyaron la huelga, al igual que el grupo de ONG del Consejo Nacional de Organizaciones de la Sociedad Civil y la recién formada Alianza Cívica.
Se ordenó a la policía que dispersara a las multitudes de manifestantes, que suman hasta 5000, con gases lacrimógenos. El 17 de enero se reportaron dos muertes por heridas de bala en Conakry y una en Labé. Al menos diez manifestantes habían muerto el 21 de enero.
La protesta más grande fue convocada el 22 de enero, con manifestaciones en ciudades de todo el país. En los enfrentamientos entre la policía y los huelguistas, murieron al menos diecisiete trabajadores. En Conakri, una multitud estimada en 30000 marchó hacia la Asamblea Nacional de Guinea, pero fue bloqueada en el Puente del 8 de noviembre, donde la policía supuestamente abrió fuego.
El 23 de enero, las tropas presidenciales detuvieron a los tres sindicalistas más destacados: Rabiatou Sérah Diallo de la Confederación Nacional de Trabajadores de Guinea, Ibrahima Fofana del Sindicato Unificado de Trabajadores de Guinea y Yamadou Touré de la Organización Nacional de Sindicatos Libres de Guinea. Afirmaron haber recibido amenazas de muerte de diversas fuentes, incluido el propio Conté. Luego, las tropas saquearon la Bolsa de Trabajo, sede de muchos de los sindicatos. Fofana y Diallo resultaron heridos, pero todos los sindicalistas detenidos fueron puestos en libertad al día siguiente.
El 24 de enero, Conté se reunió con líderes sindicales, miembros de la Corte Suprema de Guinea y líderes religiosos. Se dice que Conté acordó nombrar un nuevo primer ministro para poner fin a la huelga, pero los líderes de la huelga prometieron continuar hasta que se cumplieran todas sus demandas, que incluyen la renuncia de Conté. Posteriormente accedió a reformar el sistema político del país a uno semipresidencial, que había sido la demanda de compromiso de los sindicatos. Los líderes sindicales declararon que aún quedaban más cuestiones por resolver, pero que tenían la esperanza de llegar a un acuerdo. Conté también acordó bajar los precios del combustible y el arroz, y el 27 de enero Fofana anunció el fin del paro.
El 31 de enero de 2007 Conté anunció los poderes que tendría el nuevo primer ministro: Sería el jefe de gobierno, se le permitiría proponer su propio equipo de ministros, organizaría la administración civil del país y se le permitiría representar al presidente en reuniones internacionales. Conté aún no anunció quién se convertiría en el nuevo primer ministro.

## Nombramiento de Eugène Camara
El 6 de febrero de 2007, los sindicatos emitieron un ultimátum, diciendo que la huelga se reanudaría a menos que Conté nombrara un primer ministro antes del 12 de febrero. El 9 de febrero, Conté nombró primer ministro a Eugène Camara, Ministro de Estado para Asuntos Presidenciales. Camara se considera un colaborador cercano de Conté.
El nombramiento de Camara fue rechazado por la oposición. Al día siguiente de su nombramiento, estalló la violencia en Conakri y en varias otras partes del país, y al menos ocho personas resultaron muertas. Según los informes, al menos una persona murió a manos de las fuerzas de seguridad cuando los manifestantes arrojaron piedras contra un automóvil en el que se decía que viajaba Conté. Se informó de saqueos y, según informes, un soldado que había disparado contra los manifestantes fue asesinado e incendiado en Kankan. El líder sindical Ibrahim Fofana y el líder de la oposición Ba Mamadou dijeron que Conté debe dimitir.
En una declaración dada a la BBC el 11 de febrero, el líder de la USTG, Ibrahima Fofana, declaró que los sindicatos ahora exigían la destitución de todo el gobierno, incluido el presidente.

## Ley marcial
La huelga se reanudó el 12 de febrero, con manifestaciones en todo el país y militares en vigor. Conté declaró la ley marcial el mismo día, que según dijo permanecería vigente hasta el 23 de febrero. El 13 de febrero, con toque de queda en vigor todas las horas del día excepto cuatro (4pm a 8pm), se informó que Conakri estaba en gran parte bajo control, aunque todavía se escucharon algunos disparos en la ciudad. Jefe de Estado Mayor del Ejército Gen. Kerfala Camara anunció a última hora del mismo día que se cambiaría el horario de toque de queda para que el período comprendido entre el mediodía y las 6pm estaría exento del toque de queda. Gen. Camara dijo el 16 de febrero que la ley marcial continuaría hasta que los sindicatos acordaran suspender la huelga, pero los sindicatos se han negado a entablar conversaciones hasta que se levante la ley marcial. El 18 de febrero, Gen. Camara dijo que el toque de queda se reduciría aún más para cubrir el período de 6pm a 6am, agregando así seis horas a la parte del día exenta de la misma, a partir del 19 de febrero. El 19 de febrero se reanudó la negociación entre el representante del Gobierno y los sindicatos a través de líderes religiosos. Sin embargo, la Unión ha dicho que no participará en la negociación actual hasta que se levante la ley marcial. El viernes por la tarde en el Palais du Peuple, Guineenews informó que Abdoulaye Bah, el secretario general de uno de la UTDG dijo que la reunión se había pospuesto ya que los líderes religiosos informaron al gobierno y al ejército sobre la reunión que tuvieron con la Unión el día anterior.
La propuesta de dejar a Eugène Camara en el cargo como primer ministro durante tres meses como período de prueba fue rechazada por los sindicatos el 20 de febrero. El 22 de febrero, Conté solicitó que el parlamento aprobara una extensión de la ley marcial, pero al día siguiente el parlamento rechazó unánimemente la solicitud. Gen. Kerfala Camara luego ordenó que la gente reanudara el trabajo el 26 de febrero y que las clases se reanudaran el 1 de marzo. Los sindicatos dijeron que la huelga continuaría. Poco después, sin embargo, Conté acordó nombrar un nuevo primer ministro de una lista de personas elegidas por los sindicatos y representantes de la sociedad civil. El 26 de febrero eligió a Lansana Kouyaté como nuevo primer ministro y los líderes sindicales declararon el fin de la huelga. Luego de un día de servicios conmemorativos por las 110 víctimas de la lucha, la gente regresó al trabajo el 27 de febrero. El portavoz de la oposición, Mamadou Ba, advirtió que sería necesario mantener la presión sobre Conté para asegurarse de que permitiera que Kouyaté hiciera su trabajo.
Kouyaté juró como primer ministro el 1 de marzo; Conté no asistió a la ceremonia, que fue presidida por Eugène Camara. Las clases escolares se reanudaron el mismo día.

## Censura de medios
Durante enero, se prohibió a los huelguistas la televisión y todas las estaciones de radio. Muchos coordinaron su actividad a través de mensajes SMS. Se difundieron rumores de que la red estatal Sotelgui estaba bloqueando mensajes deliberadamente.
Después de que se declaró la ley marcial el 12 de febrero, casi todos los medios dejaron de aparecer. Las estaciones de radio, incluidas Familia FM y Liberté FM, fueron cerradas por la fuerza; la única estación a la que se le permitió permanecer en el aire fue Nostalgie FM, de solo música. Radiodiffusion Télévision Guinéenne restringió su transmisión a declaraciones gubernamentales y del ejército. Se ordenó el cierre de todos los cibercafés y se desconectó a los cuatro proveedores de servicios de Internet del país. Los periódicos solo podían publicar si su contenido era aprobado por los comandantes militares. Al final, la mayoría optó por no presentarse y muchos medios se negaron a vender los que sí lo hicieron.

## Miedos a la guerra civil
El International Crisis Group cree que la crisis en Guinea podría conducir a una guerra civil en Guinea y al deterioro de la estabilidad política en las vecinas Liberia, Sierra Leona, Costa de Marfil, y Guinea-Bisáu. Según funcionarios del gobierno guineano y el ministro de Seguridad, Moussa Solano, en la televisión guineana, "los intereses extranjeros en el sector petrolero y minero están fomentando los problemas" en Guinea.
El 20 de febrero, Conté se reunió con la presidenta de Liberia, Ellen Johnson-Sirleaf, y con el presidente de Sierra Leona, Ahmad Tejan Kabbah, en medio de preocupaciones sobre el potencial de desestabilización regional.